# Griseargiolestes metallicus
Griseargiolestes metallicus – gatunek ważki z rodziny Argiolestidae.
Imagines nieomszone, mają jasną plamkę po każdej stronie środka przedplecza i jasną wargę górną.
Ważka ta jest endemitem północno-wschodniej Australii, gdzie rozmnaża się w strumieniach.